# Cabo Verde Express
Cabo Verde Express és una companyia de vols xàrter de Cap Verd que opera serveis regionals entre les illes de Cap Verd i entre Cap Verd i el continent africà. Té la seva base a l'Aeroport Internacional Amílcar Cabral de Cap Verd. Va ser establerta el 1998 i va començar operacions amb un Cessna Caravan (D4-CBJ). Actualment, vola amb Let L-410 Turbolet. L'aerolínia dona feina a 13 pilots (1 a temps parcial).

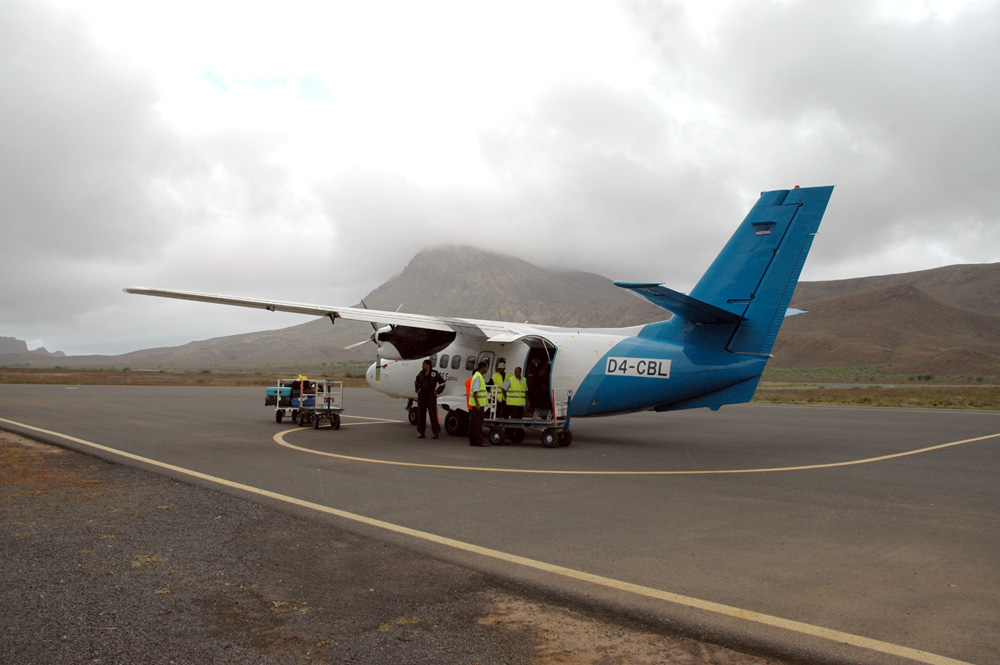
Let L-410 amb la vella lliurea

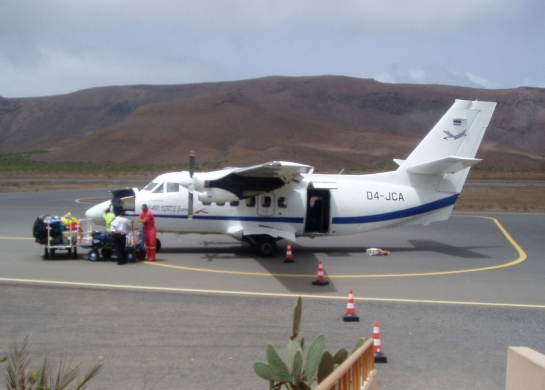
Let L-410 amb la nova lliurea

Té les seves oficines centrals a l'Aeroport Internacional Amílcar Cabral a Espargos, illa de Sal.

## Destinacions
- Cap Verd
  - Boa Vista - Aeroport Internacional Aristides Pereira
  - Fogo - Aeròdrom de São Filipe
  - Maio - Aeròdrom de Maio
  - Santiago - Aeroport Internacional de Praia
  - Sal - Aeroport Internacional Amílcar Cabral Hub
  - Sao Nicolau - Aeròdrom de Preguiça
  - Sao Vicente - Aeroport Internacional Cesária Évora

## Flota
Pel juliol de 2015 Cabo Verde Express disposava de tres aparells: